# 富尔普梅斯
富尔普梅斯是奥地利蒂罗尔州因斯布鲁克兰县的一个市镇。总面积16.8平方公里，总人口4169人，人口密度248.2人/平方公里（2011年）。